# トーレオ
トーレオ（タイ語: โตแล้ว、英語: Toelaew）は、パトムポン・ルンジャイディ（トーイ）、パタラ・エークサーンクン（フォエイ）、チョンナカン・アーポンスティナン（ガンスマイル）、 ワチラウィット・チワアリー（ブライト）、カナパン・プイトラクーン（ファースト）らが出演するタイのテレビ番組。出演者たちが様々な場所に旅行し、現地の生活や料理を体験する。 

## 出演者

### トーレオ（シーズン1）
- パトムポン・ルンジャイディ（トーイ）
- パタラ・エークサーンクン（フォエイ）
- クリッタワット・エーカチャイ（ノン）/ กฤตธวัฒน์ เอกชัย (นนทร์) [2]
- パンター・パタナアンパイポン（プラーイ）/ ปัณฑา พัฒนอำไพพงศ์ (ปลาย)
- アッカラウット・マンカラスット（パンポンド）/ อัครวุฒิ มังคลสุต (ปังปอนด์) (2017～) [3]
- アラチャポン・ポーキンパーコン（ゴーイ）/ อรัชพร โภคินภากร (ก้อย) (2017～) [4]
- ジョンヨン・ユーン（ジェダイ）/ จอง ยัง ยุน (เจได) (2017～)
- マナサポン・チャーンチャルーム（プローイ）/ มนสภรณ์ ชาญเฉลิม (พรอย) (2018)
- パラダ・ティタワチラ（スマイル）/ ภาลฎา ฐิตะวชิระ (สไมล์) (2018)
- チョンナカン・アーポンスティナン（ガンスマイル） (2019～)
- ワチラウィット・チワアリー（ブライト） (2019～)
- カナパン・プイトラクーン（ファースト）(2019～)

### トーレオ...ペンコントゥクティ（シーズン2）
- パトムポン・ルンジャイディ（トーイ）
- パタラ・エークサーンクン（フォエイ）
- チョンナカン・アーポンスティナン（ガンスマイル）
- ワチラウィット・チワアリー（ブライト）
- カナパン・プイトラクーン（ファースト）

## 概要

### シーズン1
2016年4月9日より、GMM 25にて毎週土曜日12:00（ICT）に放送された。初回の出演者はパトムポン・ルンジャイディ（トーイ）、パタラ・エークサーンクン（フォエイ）、クリッタワット・アカチャイ（ノン）とパンター・ファタナーアムパイウォン（プラーイ）の4名であった 。 2019年12月29日に放送は終了したが、現在でもGMM25のYouTube（字幕なし）やLINETVにてストリーミング視聴が可能となっている。
放送時間は第1～88回までは12:00 ICTに放送されたが、その後第89～114回は12:15 ICT、第115～148回までは元の12:00 ICT、第149回から最終回までは10:00 ICTからの放送に変更となっている。
| No. | 放送日         | ロケ地                                            | 出演者 |
| --- | -------------- | ------------------------------------------------- | --- |
| 1   | 2016年4月9日   | バンサレー                                        | ノン、プラーイ、フォエイ、トーイ |
| 2   | 2016年4月16日  | バンサレー                                        | ノン、プラーイ、フォエイ、トーイ |
| 3   | 2016年4月23日  | ポーターラーム                                    | ノン、プラーイ、フォエイ、トーイ |
| 4   | 2016年4月30日  | バンコク                                          | ノン、プラーイ、フォエイ、トーイ |
| 5   | 2016年5月7日   | ダムヌーンサドゥワック                            | ノン、プラーイ、フォエイ、トーイ |
| 6   | 2016年5月14日  | バンコク ヤワラー通り                             | ノン、プラーイ、フォエイ、トーイ |
| 7   | 2016年5月21日  | ランシット                                        | ノン、プラーイ、フォエイ、トーイ |
| 8   | 2016年5月28日  | アユタヤ                                          | ノン、プラーイ、フォエイ、トーイ |
| 9   | 2016年6月4日   | コラート トスカーナ・バレー                       | ノン、プラーイ、フォエイ、トーイ |
| 10  | 2016年6月11日  | サラブリー Jedkod Pongkonsao                      | ノン、プラーイ、フォエイ、トーイ |
| 11  | 2016年6月18日  | サメット島                                        | ノン、プラーイ、フォエイ、トーイ ゲスト：Milk Shake                                                                                              |
| 12  | 2016年6月25日  | ラヨーン                                          | ノン、プラーイ、フォエイ、トーイ |
| 13  | 2016年7月2日   | バンコク                                          | ノン、プラーイ、フォエイ、トーイ |
| 14  | 2016年7月9日   | バーンカチャオ                                    | ノン、プラーイ、フォエイ、トーイ |
| 15  | 2016年7月16日  | スパンブリー                                      | ノン、プラーイ、フォエイ、トーイ |
| 16  | 2016年7月23日  | スパンブリー バッファロービレッジ                 | ノン、プラーイ、フォエイ、トーイ |
| 17  | 2016年7月30日  | ドリームワールド                                  | ノン、プラーイ、フォエイ、トーイ |
| 18  | 2016年8月6日   | ナコーンパトム                                    | ノン、プラーイ、フォエイ、トーイ |
| 19  | 2016年8月20日  | チェンマイ                                        | ノン、プラーイ、フォエイ、トーイ |
| 20  | 2016年8月27日  | パタヤ                                            | ノン、プラーイ、フォエイ、トーイ |
| 21  | 2016年9月3日   | チェンマイ                                        | ノン、プラーイ、フォエイ、トーイ |
| 22  | 2016年9月10日  | ファームチョクチャイキャンプ                      | ノン、プラーイ、フォエイ、トーイ |
| 23  | 2016年9月17日  | ソンクラー                                        | ノン、プラーイ、フォエイ、トーイ |
| 24  | 2016年9月24日  | サラブリー                                        | ノン、プラーイ、フォエイ、トーイ ゲスト：『เป็ดIdol（Pet Idol）』出演者7名                                                                        |
| 25  | 2016年10月1日  | クレット島                                        | ノン、プラーイ、フォエイ、トーイ |
| 26  | 2016年10月8日  | ハートヤイ                                        | ノン、プラーイ、フォエイ、トーイ |
| 27  | 2016年11月19日 | プーケット                                        | ノン、プラーイ、フォエイ、トーイ |
| 28  | 2016年11月26日 | プーケット                                        | ノン、プラーイ、フォエイ、トーイ |
| 29  | 2016年12月3日  |                                                   | ノン、プラーイ、フォエイ、トーイ |
| 30  | 2016年12月10日 | チェンマイ                                        | ノン、プラーイ、フォエイ、トーイ |
| 31  | 2016年12月17日 | ドイアンカーン                                    | ノン、プラーイ、フォエイ、トーイ |
| 32  | 2016年12月24日 | バンコク                                          | ノン、プラーイ、フォエイ、トーイ |
| 33  | 2016年12月31日 | 出演メンバーの家                                  | ノン、プラーイ、フォエイ、トーイ |
| 34  | 2017年1月7日   | バンコク                                          | ノン、プラーイ、フォエイ、トーイ |
| 35  | 2017年1月14日  | ナコーンナーヨック                                | ノン、プラーイ、フォエイ、トーイ |
| 36  | 2017年1月28日  | ウドーンターニー                                  | ノン、プラーイ、フォエイ、トーイ |
| 37  | 2017年2月4日   | ノーンカーイ                                      | ノン、プラーイ、フォエイ、トーイ |
| 38  | 2017年2月11日  | バンコク                                          | ノン、プラーイ、フォエイ、トーイ |
| 39  | 2017年2月18日  | チョンブリー                                      | ノン、プラーイ、フォエイ、トーイ |
| 40  | 2017年2月25日  | チョンブリー                                      | ノン、プラーイ、フォエイ、トーイ |
| 41  | 2017年3月4日   | チャンタブリー                                    | ノン、プラーイ、フォエイ、トーイ |
| 42  | 2017年3月11日  | チャンタブリー                                    | ノン、プラーイ、フォエイ、トーイ |
| 43  | 2017年3月18日  | スコータイ                                        | ノン、プラーイ、フォエイ、トーイ |
| 44  | 2017年3月25日  | シーサッチャナーライ                              | ノン、プラーイ、フォエイ、トーイ |
| 45  | 2017年4月1日   | ラチャプラパー ダム                               | ノン、プラーイ、フォエイ、トーイ |
| 46  | 2017年4月8日   | ラチャプラパー ダム                               | ノン、プラーイ、フォエイ、トーイ |
| 47  | 2017年4月15日  | バンコク（1周年記念）                             | ノン、プラーイ、フォエイ、トーイ、ゲスト：ゴーイ                                                                                                 |
| 48  | 2017年4月22日  | パタヤ ラーン島                                   | ノン、プラーイ、トーイ、パンポンド（初） |
| 49  | 2017年4月29日  | パタヤ ラーン島                                   | ノン、プラーイ、トーイ、パンポンド（初） |
| 50  | 2017年5月6日   | サムットサーコーン、ホアヒン                      | ノン、プラーイ、フォエイ、トーイ ゲスト：Sarannat Praduquyamdee、Aniporn Chalermburanawong、 Arpatsara Lertprasert、Natathida Damrongwisetphanit |
| 51  | 2017年5月13日  | サムットソンクラーム                              | ノン、プラーイ、フォエイ、トーイ |
| 52  | 2017年5月20日  | チャチューンサオ                                  | ノン、プラーイ、フォエイ、ゴーイ（初） |
| 53  | 2017年5月27日  | バンコク                                          | ノン、プラーイ、フォエイ、ゲスト：Rusameekae Fagerlund                                                                                           |
| 54  | 2017年6月3日   | バンコク                                          | ノン、パンポンド、プラーイ、フォエイ |
| 55  | 2017年6月10日  | ウボンラーチャターニー                            | パンポンド、プラーイ、フォエイ、トーイ |
| 56  | 2017年6月17日  | ウボンラーチャターニー                            | パンポンド、プラーイ、フォエイ、トーイ |
| 57  | 2017年6月24日  | カオヤイ                                          | ゴーイ、パンポンド、プラーイ、トーイ |
| 58  | 2017年7月1日   | カオヤイ                                          | ゴーイ、パンポンド、プラーイ、トーイ |
| 59  | 2017年7月8日   | バンコク                                          | ゴーイ、ノン、プラーイ、フォエイ |
| 60  | 2017年7月15日  | バンコク                                          | ノン、パンポンド、プラーイ、トーイ |
| 61  | 2017年7月22日  | バンコク                                          | ゴーイ、パンポンド、プラーイ、トーイ |
| 62  | 2017年7月29日  | チュラチョームクラオ陸軍士官学校                  | ノン、パンポンド、プラーイ、トーイ |
| 63  | 2017年8月5日   | ナコーンシータマラート キリウォン                 | ノン、パンポンド、プラーイ、トーイ |
| 64  | 2017年8月12日  | バンコク                                          | ノン、パンポンド、プラーイ、トーイ、（ゴーイ（電話出演））                                                                                       |
| 65  | 2017年8月19日  | ナコーンシータマラート                            | ノン、パンポンド、プラーイ、トーイ |
| 66  | 2017年8月26日  | チェンマイ                                        | ゴーイ、パンポンド、プラーイ、フォエイ |
| 67  | 2017年9月2日   | チェンマイ                                        | ゴーイ、パンポンド、プラーイ、フォエイ |
| 68  | 2017年9月9日   | ペッチャブーン カオコー                           | ゴーイ、プラーイ、フォエイ、ジェダイ（初） |
| 69  | 2017年9月16日  | ペッチャブーン カオコー                           | ゴーイ、プラーイ、フォエイ、ジェダイ（初） |
| 70  | 2017年9月23日  | クローンコーン                                    | ジェダイ、パンポンド、プラーイ、フォエイ |
| 71  | 2017年9月30日  | サメット島                                        | ジェダイ、プラーイ、フォエイ、トーイ |
| 72  | 2017年10月7日  | サメット島 （振り返り）                           | ジェダイ、プラーイ、フォエイ、トーイ |
| 73  | 2017年11月4日  | ラヨーン                                          | ジェダイ、プラーイ、フォエイ、トーイ |
| 74  | 2017年11月11日 | ウタイターニー                                    | ノン、パンポンド、プラーイ、トーイ |
| 75  | 2017年11月18日 | ロッブリー                                        | ノン、パンポンド、プラーイ、トーイ |
| 76  | 2017年11月25日 | プーケット                                        | ゴーイ、プラーイ、フォエイ、トーイ |
| 77  | 2017年12月2日  | プーケット                                        | ゴーイ、プラーイ、フォエイ、トーイ |
| 78  | 2017年12月9日  | ナーン                                            | ジェダイ、パンポンド、プラーイ、フォエイ |
| 79  | 2017年12月16日 | ナーン                                            | ジェダイ、パンポンド、プラーイ、フォエイ |
| 80  | 2017年12月23日 | バンコク                                          | ゴーイ、パンポンド、プラーイ、トーイ |
| 81  | 2017年12月30日 | 2017年振返り編                                    | |
| 82  | 2018年1月6日   | ラーチャブリー スワンプン                         | ゴーイ、パンポンド、プラーイ、フォエイ |
| 83  | 2018年1月13日  | ラーチャブリー                                    | ゴーイ、パンポンド、プラーイ、フォエイ |
| 84  | 2018年1月20日  | バンコク トンブリー                               | パンポンド、プラーイ、フォエイ、トーイ |
| 85  | 2018年1月27日  | ペッチャブリー ケーンクラチャン国立公園           | ジェダイ、プラーイ、フォエイ |
| 86  | 2018年2月3日   | ペッチャブリー チャアム                           | ジェダイ、プラーイ、フォエイ |
| 87  | 2018年2月10日  | チョンブリー                                      | ゴーイ、ジェダイ、プラーイ、プローイ（初） |
| 88  | 2018年2月17日  | チャチューンサオ                                  | ジェダイ、プローイ、プラーイ、トーイ |
| 89  | 2018年2月24日  | チェンマイ                                        | ノン、ゴーイ、プローイ、フォエイ |
| 90  | 2018年3月3日   | チェンマイ                                        | ノン、ゴーイ、プローイ、フォエイ |
| 91  | 2018年3月10日  | プラーチーンブリー                                | ノン、プラーイ、ジェダイ、トーイ |
| 92  | 2018年3月17日  | サケオ                                            | ノン、プラーイ、ジェダイ、トーイ |
| 93  | 2018年3月24日  | バンコク                                          | プローイ、プラーイ、フォエイ、トーイ、スマイル（初）                                                                                             |
| 94  | 2018年3月31日  | カンチャナブリー                                  | ゴーイ、プローイ、プラーイ、トーイ |
| 95  | 2018年4月7日   | ラノーン                                          | ゴーイ、プラーイ、ジェダイ、フォエイ |
| 96  | 2018年4月21日  | パヤム島                                          | ゴーイ、プラーイ、ジェダイ、フォエイ |
| 97  | 2018年4月28日  | コーンケン                                        | ゴーイ、プラーイ、プローイ、フォエイ |
| 98  | 2018年5月5日   | イーサーン                                        | ゴーイ、プラーイ、プローイ、フォエイ |
| 99  | 2018年5月12日  | プラチュワップキーリーカン県                      | ゴーイ、プラーイ、ジェダイ、プローイ |
| 100 | 2018年5月19日  | プラチュワップキーリーカン県                      | ゴーイ、プラーイ、ジェダイ、プローイ |
| 101 | 2018年5月26日  | パタヤ                                            | プラーイ、ジェダイ、フォエイ、トーイ |
| 102 | 2018年6月2日   | パタヤ                                            | プラーイ、ジェダイ、フォエイ、トーイ |
| 103 | 2018年6月9日   | スコーン島                                        | ゴーイ、プラーイ、プローイ、フォエイ |
| 104 | 2018年6月16日  | トラン                                            | ゴーイ、プラーイ、プローイ、フォエイ |
| 105 | 2018年6月23日  | チェンライ                                        | ゴーイ、プラーイ、トーイ、プローイ |
| 106 | 2018年6月30日  | チェンライ                                        | ゴーイ、プラーイ、トーイ、プローイ |
| 107 | 2018年7月7日   | チャーン島                                        | ノン、パンポンド、フォエイ、トーイ |
| 108 | 2018年7月14日  | チャーン島                                        | ノン、パンポンド、フォエイ、トーイ |
| 109 | 2018年7月21日  | バンコク（日本）                                  | プラーイ、ジェダイ、パンポンド、トーイ |
| 110 | 2018年7月28日  | バンコク                                          | プラーイ、ジェダイ、パンポンド、トーイ、ゲスト：Sanni Antikainen                                                                                 |
| 111 | 2018年8月4日   | アンパワー水上マーケット                          | プラーイ、ジェダイ、パンポンド、フォエイ |
| 112 | 2018年8月11日  | バンコク                                          | ノン、プラーイ、パンポンド、フォエイ、トーイ |
| 113 | 2018年8月18日  | バンコク                                          | ノン、プラーイ、パンポンド、トーイ |
| 114 | 2018年8月25日  | バンコク                                          | ノン、プラーイ、フォエイ、トーイ |
| 115 | 2018年9月1日   | カオヤイ                                          | ゴーイ、プラーイ、ジェダイ、スマイル |
| 116 | 2018年9月8日   | カオヤイ                                          | ゴーイ、プラーイ、パンポンド、ジェダイ、スマイル                                                                                                 |
| 117 | 2018年9月15日  | ブリーラム                                        | プラーイ、パンポンド、フォエイ、トーイ |
| 118 | 2018年9月22日  | ブリーラム                                        | プラーイ、パンポンド、フォエイ、トーイ |
| 119 | 2018年9月29日  | チェンマイ                                        | プラーイ、フォエイ、ゲスト：Too Sirat Intarachote                                                                                                |
| 120 | 2018年10月6日  | チェンマイ                                        | プラーイ、フォエイ、ゲスト：Too Sirat Intarachote                                                                                                |
| 121 | 2018年10月13日 | カンチャナブリー                                  | ゴーイ、フォエイ、トーイ |
| 122 | 2018年10月20日 | カンチャナブリー                                  | ゴーイ、フォエイ、トーイ |
| 123 | 2018年10月27日 | パクチョン                                        | ノン、プラーイ、フォエイ、トーイ、ゲスト：Jack Chaleumpol Tikumpornteerawong                                                                     |
| 124 | 2018年11月3日  | バンコク                                          | ノン、トーイ、ゲスト：Too Sirat Intarachote、Sombatsara Teerasaroch                                                                              |
| 125 | 2018年11月10日 | アユタヤ                                          | プラーイ、ジェダイ、フォエイ、トーイ、ゲスト：ジヨン                                                                                             |
| 126 | 2018年11月17日 | プーケット                                        | プラーイ、フォエイ、トーイ、ゲスト：ソムジット・ジョンジョーホー                                                                                 |
| 127 | 2018年11月24日 | カオラック                                        | プラーイ、フォエイ、トーイ、ゲスト：Winravee Yaisamoe                                                                                            |
| 128 | 2018年12月1日  | ラヨーン Efm Chill on the beach                   | プラーイ、パンポンド、ジェダイ、フォエイ、ゲスト：Numchok Thanatram                                                                              |
| 129 | 2018年12月8日  | バンコク                                          | ノン、ゴーイ、プラーイ、トーイ |
| 130 | 2018年12月15日 | ファンミート ヴァナ・ナヴァ・ウォータージャングル | ノン、ゴーイ、プラーイ、フォエイ、トーイ |
| 131 | 2018年12月22日 | ファンミート ヴァナ・ナヴァ・ウォータージャングル | ノン、ゴーイ、プラーイ、フォエイ、トーイ |
| 132 | 2018年12月29日 | 2018年振返り編 1                                  | ゴーイ、プラーイ、パンポンド |
| 133 | 2019年1月5日   | 2018年振返り編 2                                  | ゴーイ、プラーイ、パンポンド |
| 134 | 2019年1月12日  | ドリームワールド                                  | プラーイ、パンポンド、ジェダイ、フォエイ、トーイ                                                                                                 |
| 135 | 2019年1月19日  | サンクラブリー                                    | トーイ、ブライト(初)、ファースト(初)、ガンスマイル(初)                                                                                           |
| 136 | 2019年1月26日  | チェンライ                                        | プラーイ、パンポンド、フォエイ、トーイ |
| 137 | 2019年2月2日   | チェンライ                                        | プラーイ、パンポンド、フォエイ、トーイ |
| 138 | 2019年2月9日   | サンクラブリー                                    | トーイ、ブライト、ファースト、ガンスマイル |
| 139 | 2019年2月16日  | バンコク                                          | フォエイ、トーイ、ブライト、ファースト |
| 140 | 2019年2月23日  | サケーオ                                          | フォエイ、トーイ、ブライト、ファースト |
| 141 | 2019年3月2日   | サメサン島                                        | フォエイ、ブライト、ファースト、ガンスマイル |
| 142 | 2019年3月9日   | ラヨーン                                          | フォエイ、トーイ、ブライト、ガンスマイル |
| 143 | 2019年3月16日  | ナコーンパトム                                    | フォエイ、トーイ、ブライト、ファースト |
| 144 | 2019年3月23日  | バンコク                                          | フォエイ、トーイ、ブライト、ファースト |
| 145 | 2019年3月30日  | ラーチャブリー                                    | フォエイ、トーイ、ブライト、ガンスマイル |
| 146 | 2019年4月13日  | 振返り編                                          | フォエイ、トーイ、ブライト、ファースト |
| 147 | 2019年4月20日  | プレー                                            | フォエイ、トーイ、ブライト、ファースト |
| 148 | 2019年4月27日  | プレー                                            | フォエイ、トーイ、ブライト、ファースト |
| 149 | 2019年5月11日  | ペッチャブリー                                    | フォエイ、トーイ、ブライト、ガンスマイル |
| 150 | 2019年5月18日  | マーク島                                          | フォエイ、トーイ、ブライト、ファースト |
| 151 | 2019年5月25日  | マーク島                                          | フォエイ、トーイ、ブライト、ファースト |
| 152 | 2019年6月1日   | パタヤ                                            | トーイ、ブライト、ファースト、ガンスマイル |
| 153 | 2019年6月8日   | パタヤ                                            | トーイ、ブライト、ファースト、ガンスマイル |
| 154 | 2019年6月15日  | サラブリー                                        | フォエイ、トーイ、ブライト、ファースト |
| 155 | 2019年6月22日  | バンコク                                          | フォエイ、トーイ、ブライト、ファースト |
| 156 | 2019年6月29日  | バンコク                                          | フォエイ、トーイ、ブライト、ファースト |
| 157 | 2019年7月6日   | バンコク                                          | フォエイ、トーイ、ブライト、ファースト、ゲスト：パンポンド、ムーク                                                                               |
| 158 | 2019年7月13日  | バンコク                                          | フォエイ、トーイ、ブライト、ファースト |
| 159 | 2019年7月20日  | バンコク                                          | フォエイ、トーイ、ブライト、ガンスマイル |
| 160 | 2019年7月27日  | ルーイ プー・イー・ルート山                       | フォエイ、トーイ、ブライト、ファースト、ゲスト：Too                                                                                              |
| 161 | 2019年8月3日   | チェンカーン                                      | フォエイ、トーイ、ブライト、ファースト |
| 162 | 2019年8月10日  | チャチューンサオ                                  | フォエイ、トーイ、ブライト、ファースト |
| 163 | 2019年8月17日  | サムットプラーカーン メガバンナー                 | フォエイ、トーイ、ブライト、ファースト |
| 164 | 2019年8月24日  | ムクダハン                                        | フォエイ、トーイ、ブライト、ファースト |
| 165 | 2019年8月31日  | サワンナケート                                    | フォエイ、トーイ、ブライト、ファースト |
| 166 | 2019年9月7日   | バンコク                                          | フォエイ、トーイ、ブライト、ファースト |
| 167 | 2019年9月14日  | バンコク                                          | フォエイ、トーイ、ブライト、ゲスト：パンポンド                                                                                                   |
| 168 | 2019年9月21日  | パッタルン                                        | フォエイ、ブライト、ガンスマイル、ゲスト：トップタップ                                                                                           |
| 169 | 2019年9月28日  | パッタルン                                        | フォエイ、ブライト、ガンスマイル、ゲスト：トップタップ                                                                                           |
| 170 | 2019年10月5日  | ロッブリー                                        | フォエイ、トーイ、ガンスマイル、ファースト |
| 171 | 2019年10月12日 | ロッブリー                                        | フォエイ、トーイ、ガンスマイル、ファースト |
| 172 | 2019年10月19日 | バンコク                                          | フォエイ、ブライト、ガンスマイル、ファースト |
| 173 | 2019年10月26日 | パタヤ                                            | フォエイ、ブライト、ガンスマイル、ファースト |
| 174 | 2019年11月2日  | バンコク（Zanook Wake Park）                      | フォエイ、トーイ、ブライト、ガンスマイル、ファースト                                                                                             |
| 175 | 2019年11月9日  | 台湾                                              | フォエイ、トーイ、ブライト、ガンスマイル |
| 176 | 2019年11月16日 | 台湾                                              | フォエイ、トーイ、ブライト、ガンスマイル |
| 177 | 2019年11月23日 | 台湾                                              | フォエイ、トーイ、ブライト、ガンスマイル |
| 178 | 2019年11月30日 | 韓国・ソウル                                      | フォエイ、トーイ、ブライト、ファースト |
| 179 | 2019年12月7日  | 韓国・済州島                                      | フォエイ、トーイ、ブライト、ファースト |
| 180 | 2019年12月14日 | 韓国・エバーランド                                | フォエイ、トーイ、ブライト、ファースト |
| 181 | 2019年12月21日 | 総集編                                            | フォエイ、トーイ、ブライト、ファースト |
| 182 | 2019年12月28日 | 総集編                                            | |

### シーズン2
2020年9月26日より、GMM25とAISPlayにて毎週土曜日にそれぞれ10:00（ICT）と12:00（ICT）に放送された。 シーズン1と同様、現在でもGMM25のYouTube（英語字幕あり）にてストリーミング視聴が可能。
| No. | 放送日         | ロケ地                               | 出演者                                                 |
| --- | -------------- | ------------------------------------ | ------------------------------------------------------ |
| 1   | 2020年9月26日  | バンクラチャオ                       | フォエイ、トーイ、ガンスマイル、ファースト、ブライト   |
| 2   | 2020年10月3日  | チャンタブリー                       | フォエイ、トーイ、ガンスマイル、ファースト             |
| 3   | 2020年10月10日 | スパンブリー県バンレム               | トーイ、ガンスマイル、ファースト、ゲスト：トップタップ |
| 4   | 2020年10月17日 | ウタイターニー                       | トーイ、ガンスマイル、ファースト                       |
| 5   | 2020年10月24日 | ソンクラー                           | フォエイ、トーイ、ガンスマイル、ファースト             |
| 6   | 2020年10月31日 | ナコーンシータンマラート県クルンチン | フォエイ、トーイ、ガンスマイル、ファースト             |
| 7   | 2020年11月7日  | ペッチャブーン県ケックノイ           | フォエイ、トーイ、ファースト、ブライト                 |
| 8   | 2020年11月14日 | ロッブリー県コックサルーン           | フォエイ、トーイ、ガンスマイル、ファースト             |
| 9   | 2020年11月21日 | チエンラーイ県ナンレー               | フォエイ、トーイ、ファースト、ブライト                 |
| 10  | 2020年11月28日 | チエンラーイ県パンコン               | フォエイ、ガンスマイル、ファースト、ブライト           |
| 11  | 2020年12月5日  | トラン県フワイヨート                 | フォエイ、トーイ、ガンスマイル、ファースト、ブライト   |
| 12  | 2020年12月12日 | リボン島                             | フォエイ、トーイ、ガンスマイル、ファースト、ブライト   |
| 13  | 2020年12月19日 | 総集編                               | フォエイ、トーイ、ガンスマイル、ファースト、ブライト   |